# Коконовка
Коконовка — деревня в Полтавском районе Омской области России. Входит в состав Еремеевского сельского поселения. Население 288 чел. (2010) .

## История
Основана в 1914 году. В 1928 году состояла из 20 хозяйств, основное население — украинцы. Центр Коконовского сельсовета Полтавского района Омского округа Сибирского края.
В соответствии с Законом Омской области от 30 июля 2004 года № 548-ОЗ «О границах и статусе муниципальных образований Омской области» деревня вошла в состав образованного муниципального образования «Еремеевское сельское поселение». 

## География
Находится на юго-западе региона, у государственной границы с Казахстаном (Акжарский район, Северо-Казахстанская область — примерно в 7 км.).

## Население
| 1926 | 2010 |
| ---- | ---- |
| 103  | ↗288 |

Гендерный состав
По данным Всероссийской переписи населения 2010 года в гендерной структуре населения из 	288  человек мужчин — 	134, женщин — 	154	(46,5 и  53,5% соответственно)
Национальный состав
В 1928 году основное население — украинцы.
Согласно результатам переписи 2002 года, в национальной структуре населения русские составляли  55 % от общей численности населения в 361 чел. .

## Инфраструктура
Личное подсобное хозяйство.

## Транспорт
До райцентра асфальт. Просёлочные дороги.